# Бетонмаш
«Бетонмаш» — разработчик и производитель бетоносмесительного и прочего оборудования в Славянске, Украина.

## История
23 апреля 1941 года было завершено строительство авторемонтного завода. На базе ремонтных мастерских треста «Донбасстяжстрой» в г. Славянске был создан завод «Строймаш». После освобождения города в сентябре 1943 года началось интенсивное восстановление цехов, а уже в 1945 году предприятием был достигнут довоенный уровень выпуска продукции.
С 1948 года началась реконструкция завода: положено начало строительству механосборочного цеха, осуществлено подведение подъездных путей. В 1952 году был введён в строй цех металлоконструкций, а в 1955 году начал функционировать сталелитейный цех.
16 июля 1998 года АО «Бетонмаш» перерегистрировано в Закрытое Акционерное общество «Бетонмаш». Позже 17 февраля 2011 года изменило своё название на Публичное Акционерное Общество «Бетонмаш».
В 2011 году предприятие отмечает семидесятилетний юбилей, в связи с чем была выпущена книга, посвящённая истории завода и личностям, внесшим вклад в её создание.
В 2016 году было принято решение сменить форму типа общества с публичного на частное (с ПАО на ЧАО).

## Названия завода
Название «Славянский механический завод» предприятию было присвоено в ноябре 1946 года.
В апреле 1947 года он был переименован на «Завод строительных машин» Главстроймаша Министерства строительного и дорожного машиностроения.
В 1976 году заводу присвоено звание им. XXV съезда КПСС.
В 1991 году Славянский завод строительных машин им. XXV съезда КПСС, ПО «Строймаш» был переименован в АО «Бетонмаш».

## Продукция завода
Завод выпускает: 
- Бетоносмесительное оборудование.
- Оборудование для разгрузки, транспортировки и хранения цемента.
- Оборудование для производства строительных материалов.
- Оборудование для металлургического комплекса и горнорудной промышленности.

## Директора
Апрель 1941 г. – август 1941 г. - Броваренко Аркадий Митрофанович
Сентябрь 1943 г. – 1952 г. - Сикиркин Александр Иванович
1952 – 1968 г. - Гущин Андрей Владимирович
1968 – 1996 г. - Новак Леонид Иосифович
1996 – 2003 г. - Новак Александр Борисович
2003 г. – по настоящее время - Флерко Максим Николаевич

## Юбилейные марки
В 2016 году были выпущены памятные почтовые марки по случаю 75-летнего юбилея завода «Бетонмаш».